# Sotto il Monte Giovanni XXIII
Sotto il Monte Giovanni XXIII (kurz und zuvor nur Sotto il Monte; deutsch etwa „unterhalb des Berges“) ist eine Gemeinde in Oberitalien, in der Provinz Bergamo und der Region Lombardei.
Die Gemeinde hat 4372 Einwohner (Stand 31. Dezember 2023). Ihren offiziellen Beinamen verdankt sie (ähnlich wie Riese Pio X) ihrem berühmtesten Sohn, Angelo Roncalli, dem späteren Papst Johannes XXIII. (italienisch Giovanni XXIII).

## Gemeindepartnerschaft
Seit 2009 besteht eine Partnerschaft mit der bayrischen Gemeinde Marktl am Inn, Geburtsort von Papst Benedikt XVI.

## Töchter und Söhne der Gemeinde
- Angelo Giuseppe Roncalli (1881–1963), ab 1958 Papst Johannes XXIII., 2014 heiliggesprochen
- Roberta Bonanomi (* 1966), Radrennfahrerin